# La Dornac
La Dornac (okzitanisch Ladornac) ist ein Ort und eine südwestfranzösische Gemeinde (commune) mit 404 Einwohnern (Stand 1. Januar 2022) in der alten Kulturlandschaft des Périgord im Département Dordogne im Nordosten der Region Nouvelle-Aquitaine. Die Bewohner werden Ladornacois und Ladornacoises genannt.

## Lage
Der Ort La Dornac liegt in einer Höhe von ca. 320 m ü. d. M. und etwa 36 Kilometer (Fahrtstrecke) nordöstlich von Sarlat-la-Canéda; die Nachbargemeinde Chavagnac ist nur anderthalb Kilometer entfernt. Zur Gemeinde gehören auch mehrere Weiler und Einzelgehöfte.

## Bevölkerungsentwicklung
| Jahr      | 1968 | 1975 | 1982 | 1990 | 1999 | 2006 | 2012 |
| Einwohner | 301  | 268  | 261  | 266  | 302  | 365  | 414  |

Im 19. Jahrhundert lag die Einwohnerzahl der Gemeinde meist zwischen 600 und 900 Personen. Die Reblauskrise im Weinbau und der Verlust von Arbeitsplätzen durch die Mechanisierung der Landwirtschaft führten seitdem zu einem kontinuierlichen Bevölkerungsrückgang. Die Tiefststände wurden in den 1970er und 1980er Jahren erreicht.

## Wirtschaft
Bis in die heutige Zeit spielt die Landwirtschaft die größte Rolle im Wirtschaftsleben der Gemeinde. Der hier ehedem betriebene Weinbau ist jedoch nach der Reblauskrise gegen Ende des 19. Jahrhunderts gänzlich aufgegeben worden. Tabak und Mais sind ebenfalls auf dem Rückzug – stattdessen dominieren Wälder, Felder und Weiden, aber auch Walnuss-, Esskastanien- und Obstbäume die Region. Auch Gänseleberpastete und Trüffel zählen zu den regionalen Spezialitäten. Einige leerstehende Häuser werden als Ferienwohnungen (gîtes) vermietet.

## Geschichte
Die Existenz der romanischen Kirche lässt auf eine Besiedlung des Ortes in mittelalterlicher Zeit schließen.

## Sehenswürdigkeiten

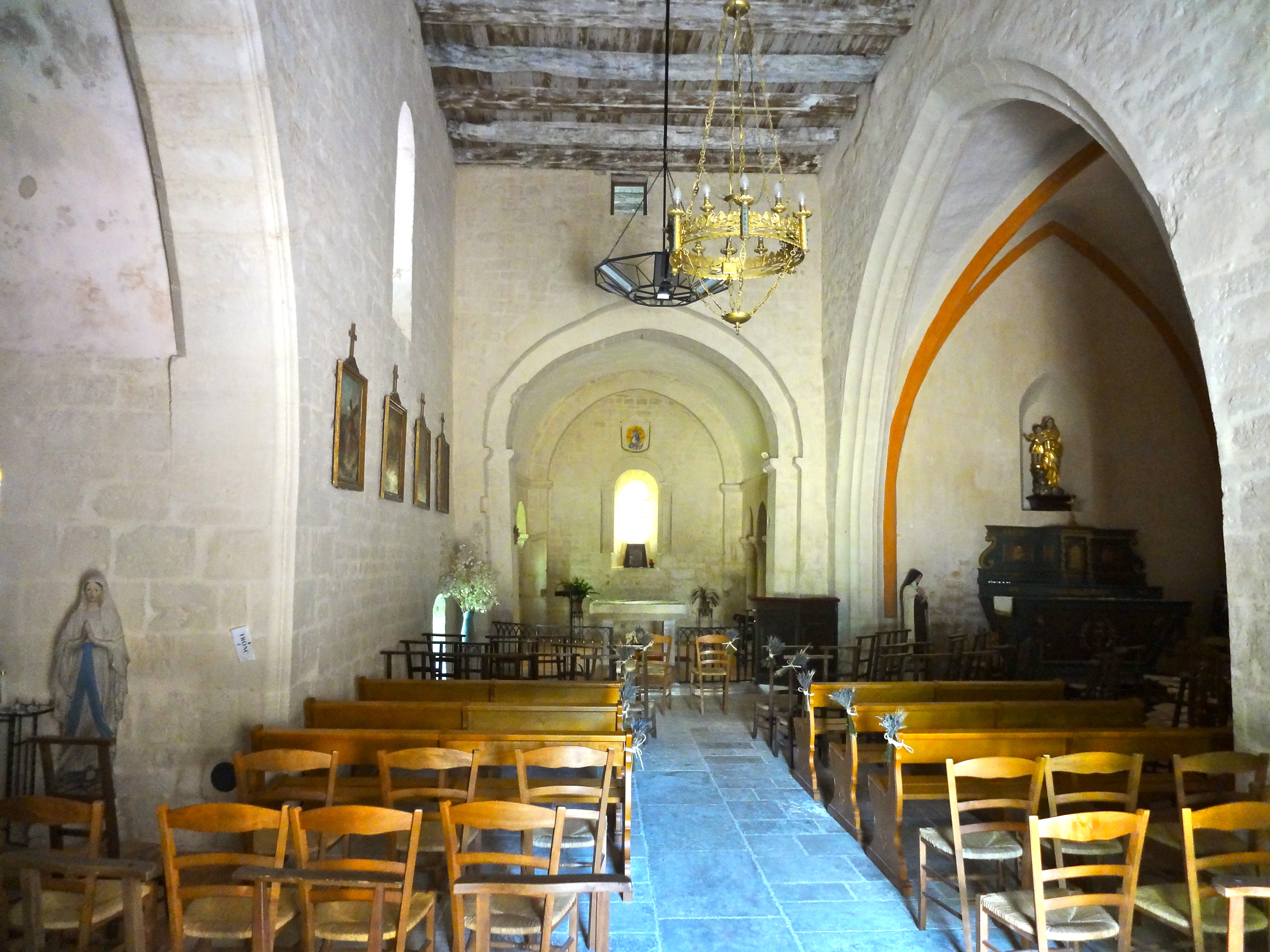
Kirchenschiff mit Seitenkapellen

- Die einschiffige Pfarrkirche Notre-Dame ist ursprünglich ein romanischer Bau des 12. Jahrhunderts, der jedoch nach dem Hundertjährigen Krieg (1337–1453) einen mächtigen Wehrturm über der nunmehr flachschließenden Apsis, ein gotisches Westportal mit profilierten Archivolten und zwei große Seitenkapellen erhielt. Lediglich der obere Teil der schmucklosen Westfassade mit einem dreiteiligen Glockengiebel (clocher mur) scheint noch alter Bestand zu sein. Das Langhaus ist flachgedeckt; der Chorbereich ist gewölbt. Das Kirchenbauwerk wurde im Jahr 1949 als Monument historique[1] eingeschrieben.

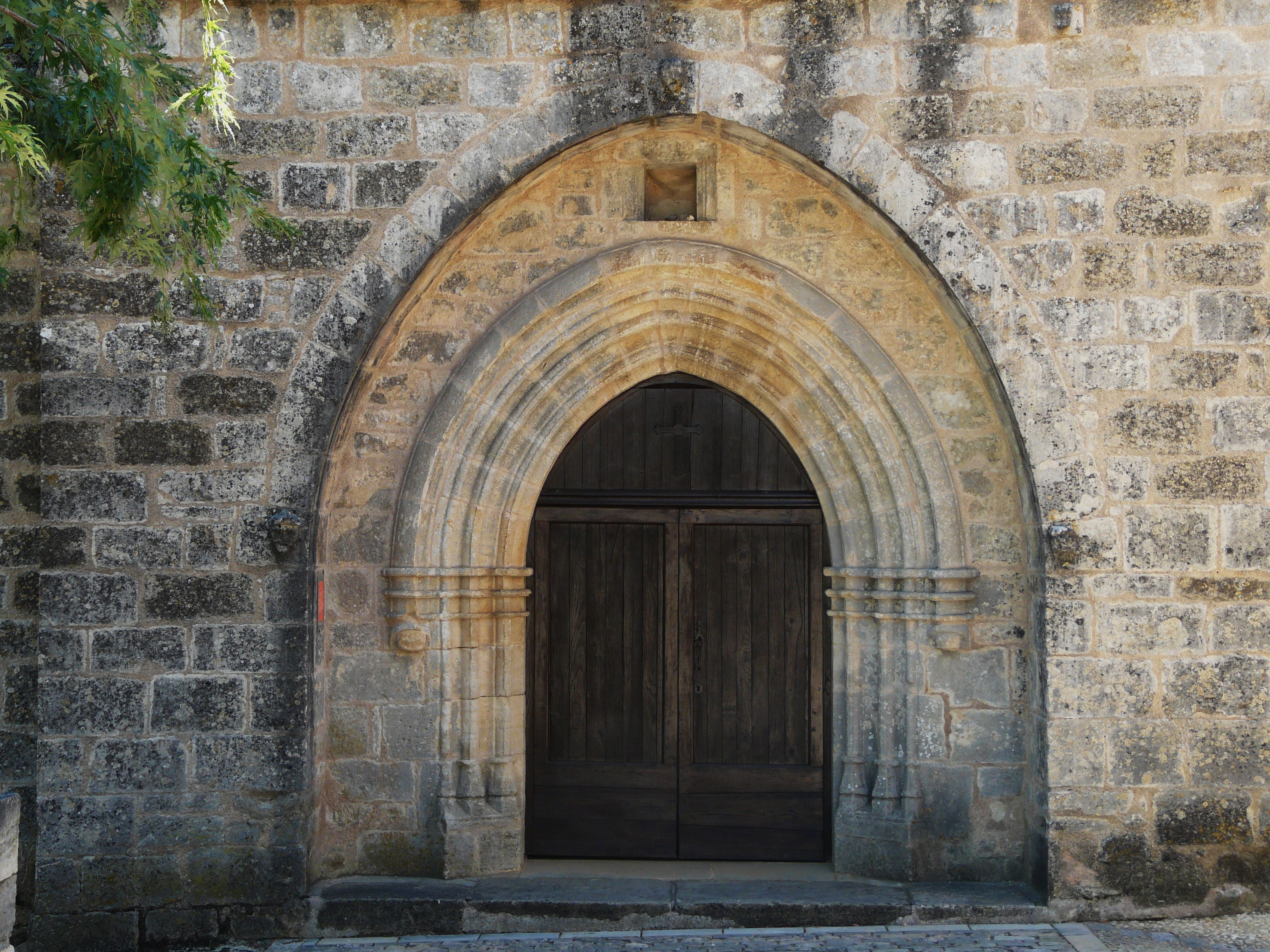
Spätgotisches Westportal
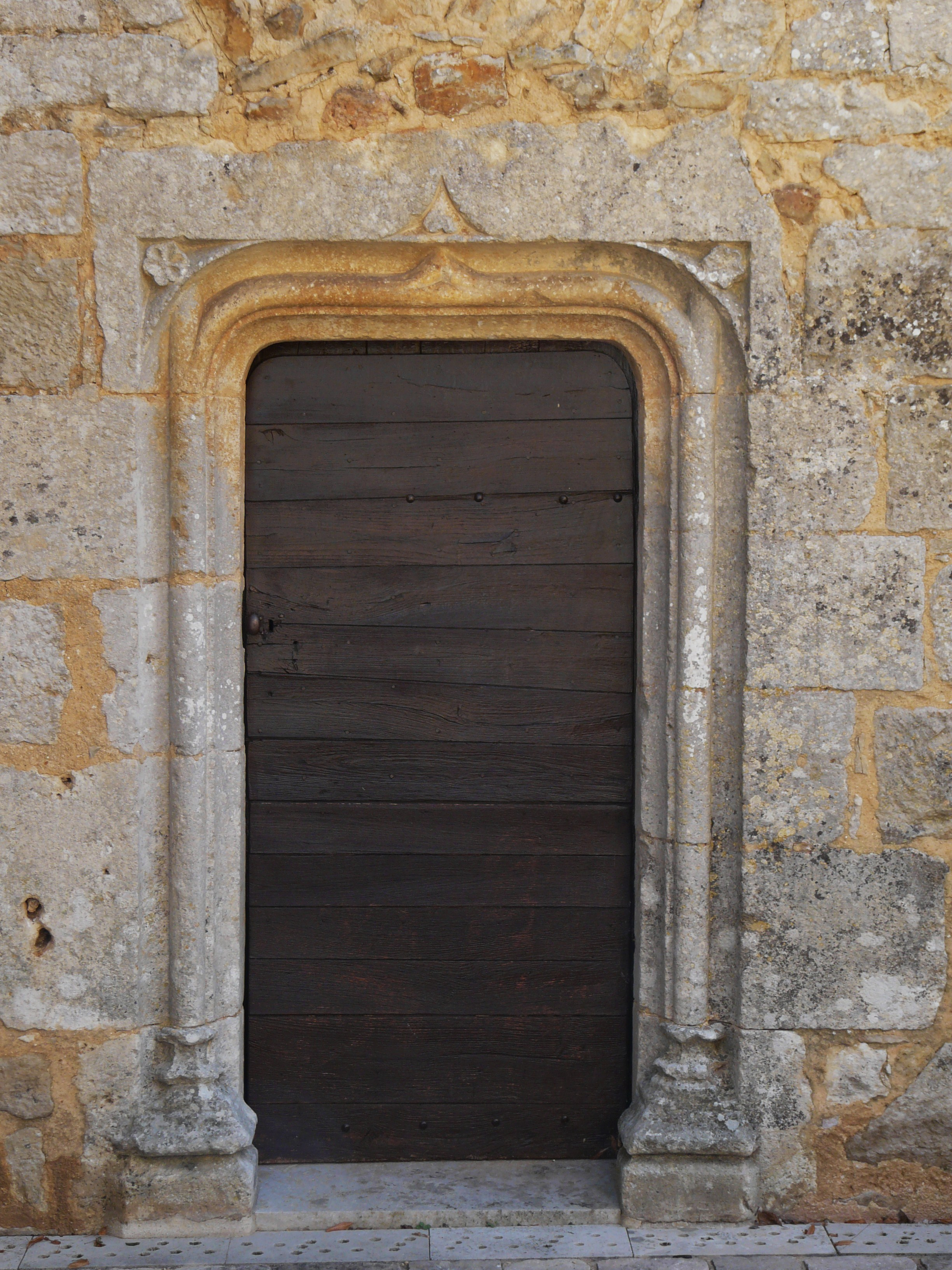
Spätgotisches Portal im südlichen Kapellenanbau
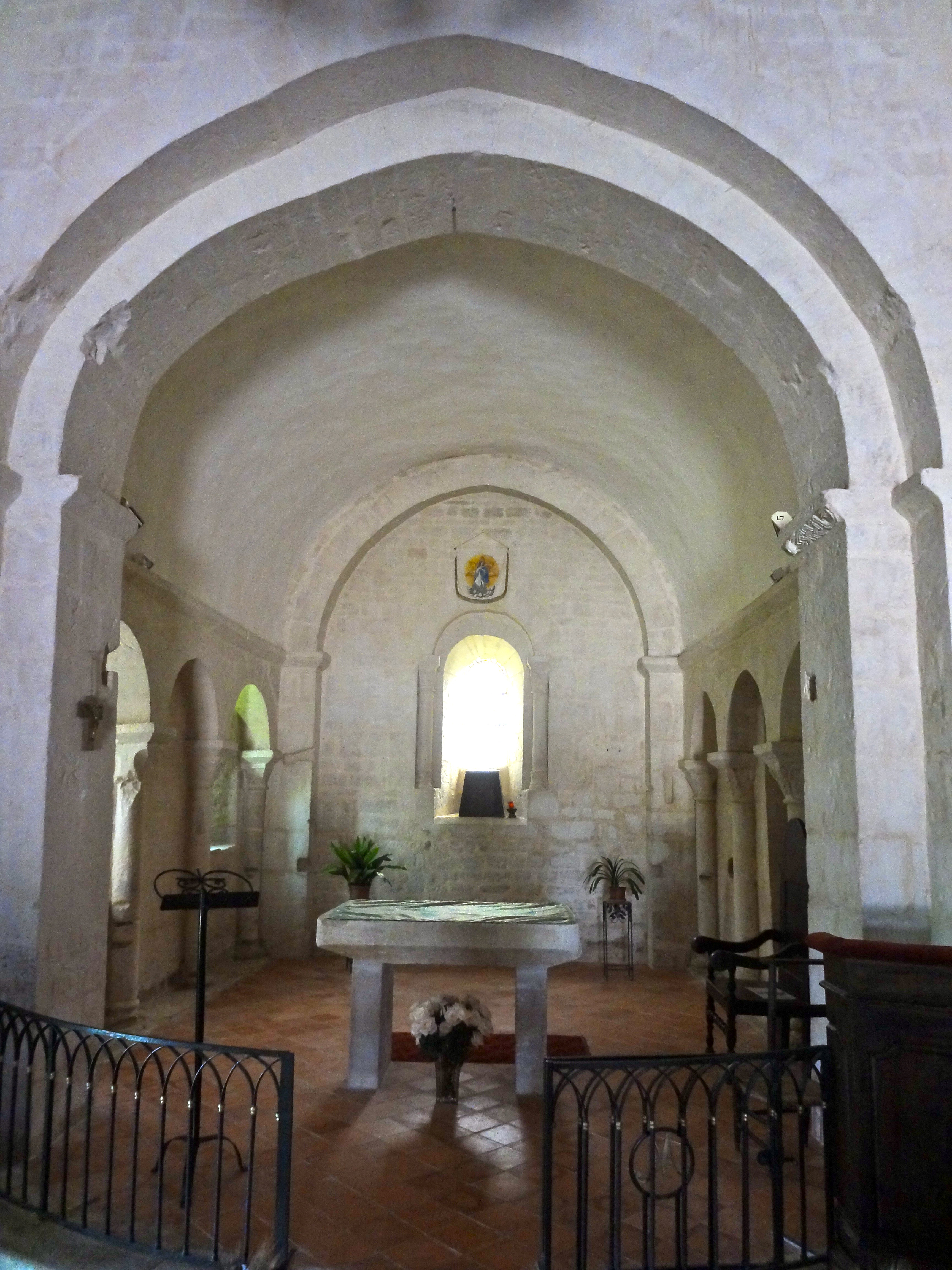
Chorbereich
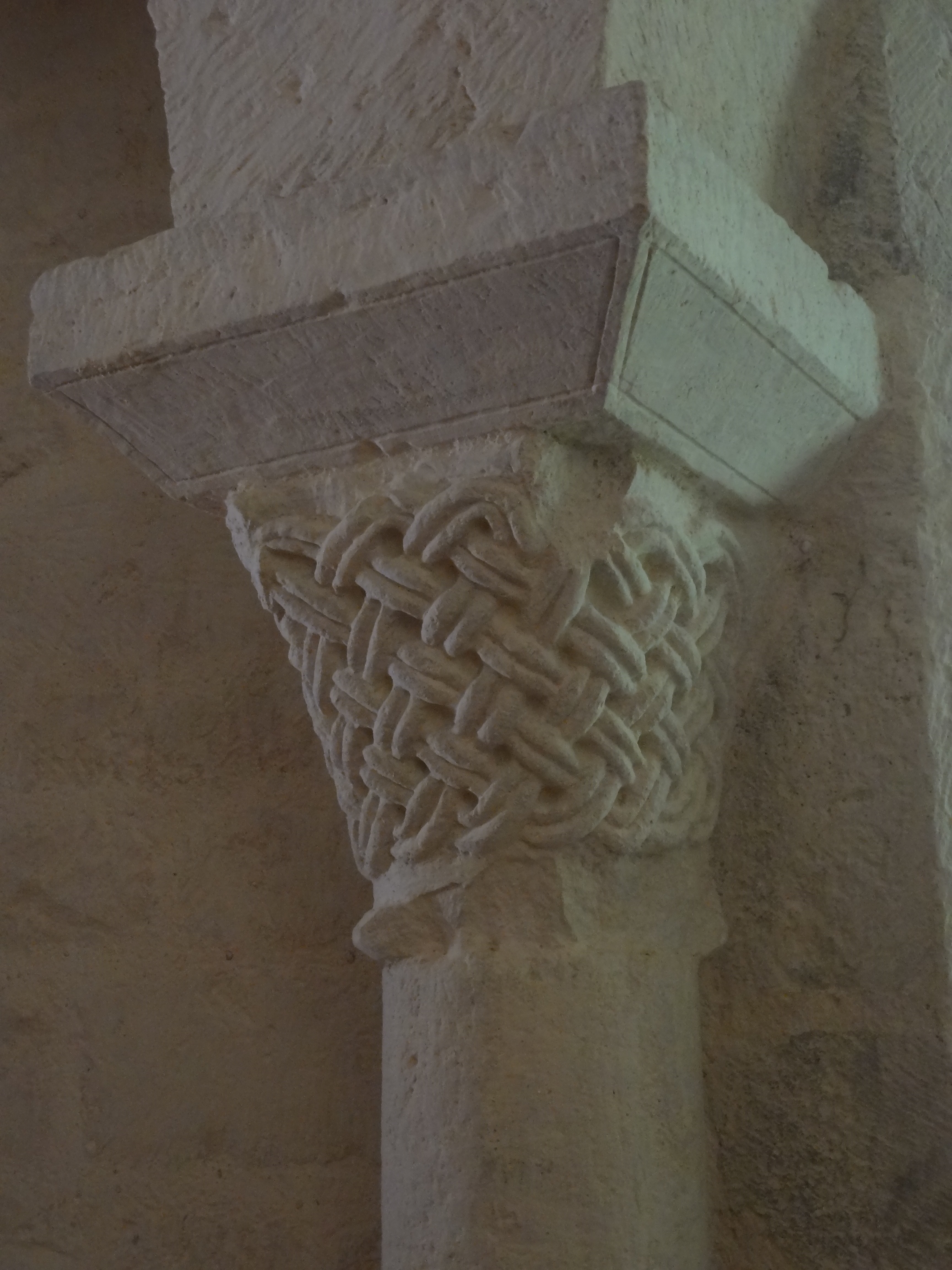
Flechtbandkapitell